# Маркграфство Бодоница
Маркграфство Бодоница или Маркизат Бодоница е историческа латинска държава на кръстоносците, васална на Солунското кралство до 1224 г., от 1230 г. – на Търновското царство, а след 1248 г. – на Ахейското княжество. Просъществува в периода от 1204 г. до 1414 г. на територията на днешната Република Гърция. Център е днешното село Менденица (гр.: Μενδενίτσα) в община Молос в дем Фтиотида. Етимологията на името, както и на северноразположената му Равеница издават старобългарска лексика.
Маркграфство Бодоница (на гръцки език: Μαρκιωνία / Μαρκιζᾶτον τῆς Βοδονίτσας), е васална държава в Същинска Гърция, основана през 1204 г. след Четвъртия кръстоносен поход. Владението е предоставено на италианския рицар Гуидо Палавичини, от солунския крал Бонифаций Монфератски срещу задължението да охранява южните граници на кралството и прохода Термопили.
Маркграфството e васално спрямо Солунското кралство до 1224 година, когато Солун е превзет от Епирското деспотство, от 1230 година – на България, а от 1248 година е васално на Ахейското княжество. Маркграфството се запазва и по време на управлението на тези земи от т.нар. Каталанска компания (1303 – 1311). Маркграфството е покорено от османските турци през 1414 година. През целия период на съществуването му, маркграфството се управлява от представителите на две фамилии – Палавичини и венецианската Дзорци.

## Маркграфове(маркизи) на Бодоница

### Династия Палавичини
- Гуидо Палавичини (1204 – 1237)
- Убертино Палавичини (1237 – 1278), син на Гуидо Палавичини
- Изабела Палавичини (1278 – 1286), сестра на Убертино Палавичини
  - Антонио Фламенко, (1278 – 1286), съпруг на Изабела Палавичини
- Томазо Палавичини (1286 – ????), внук на Рубино Палавичини – брат на Гуидо Палавичини
- Алберто Палавичини (???? - 1311), син на Томазо Палавичини
  - Мария дале Карчиери (1311 – 1323), съпруга на Алберто Палавичини
    - Андреа Корнаро (1312 – 1323), 2-ри съпруг на Мария дале Карчиери
- Гулиелма Палавичини (1311 – 1358) дъщеря на Мария дале Карчиери
  - Бартоломео Дзакария (1327 – 1334), 1-ви съпруг на Гулиелма Палавичини

## Династия Дзордзи
- Николо I Дзордзи (1335 – 1345), 2-ри съпруг на Гулиелма Палавичини
- Франческо Дзорци (1345 – 1388), син на Николо I Дзорци и Гулиелма Палавичини
- Джакомо Дзорци (1388 – 1410), син на Франческо Дзорци
- Николо II Дзорци (1410 – 1411), син на Джакомо Дзорци
- Николо III Дзорци (1411 – 1414), син на Франческо Дзорци